# George Henry Tomlinson Jr.
Pour les articles homonymes, voir George Tomlinson et Tomlinson.
George Henry Tomlinson Jr. (28 juillet 1896-21 mai 1963) est un homme politique canadien de la Colombie-Britannique. Il est député provincial créditiste de Vancouver de 1953 à 1956,.
Il se représente sans succès comme candidat indépendant lors de l'élection provinciale de 1956.